# マディソン (ウィスコンシン州)
マディソン（Madison）は、アメリカ合衆国ウィスコンシン州の州都。人口は26万9840人（2020年）で、ミルウォーキーに次ぐ州第2の都市である。デーン郡の郡庁が立地する。
マディソンのダウンタウンはメンドータ湖、モノーナ湖という2つの湖に挟まれた地峡の上に形成されている。この2つの湖と、近隣のウォーベサ湖、ケゴンサ湖とをあわせた4つの湖が連なる地域に立地していることから、マディソンはThe City of Four Lakes（4つの湖の街）と呼ばれている。一方、政治的には自由・進歩・革新の気風が強いことから、The People's Republic of Madison（マディソン人民共和国）、Left Coast of Wisconsin（ウィスコンシンの左海岸）、30 square miles surrounded by reality（現実に囲まれた30平方マイル、「78平方マイル」とする呼び方もある）とも呼ばれている。また、学術都市としての性格と1960年代のカウンターカルチャーの流行から、Berkeley of the Midwest（中西部のバークレー）とも呼ばれる。

## 歴史
1829年、元連邦裁判官ジェームズ・デューン・ドーティーはメンドータ湖とモノーナ湖に挟まれた地峡を探索し、この地に都市を建設すべく、1,000エーカー以上に及ぶ沼地・森林を購入した。その後1836年にウィスコンシン準州が成立すると、最初の準州都であったベルモントでウィスコンシン準州議会が開かれ、恒久的な準州都をどこに置くかについて議論が持ち上がった。すると、ドーティーはこの構想上の都市に、6月28日に死去した第4代アメリカ合衆国大統領ジェームズ・マディソンにちなんでマディソンという名を付け、また街路にはアメリカ合衆国憲法の署名者39人の名を付け、ここを準州都とするように準州議会を説得した。当時準州の2大都市であったミルウォーキーとプレーリー・ドゥ・シーンのちょうど中間にあり、北東には準州最古の都市グリーンベイが立地し、また南西には発展著しい鉛鉱山地帯が広がっていた地の利から、準州議会は11月28日、まだ構想段階にあったマディソンを準州都に制定した。

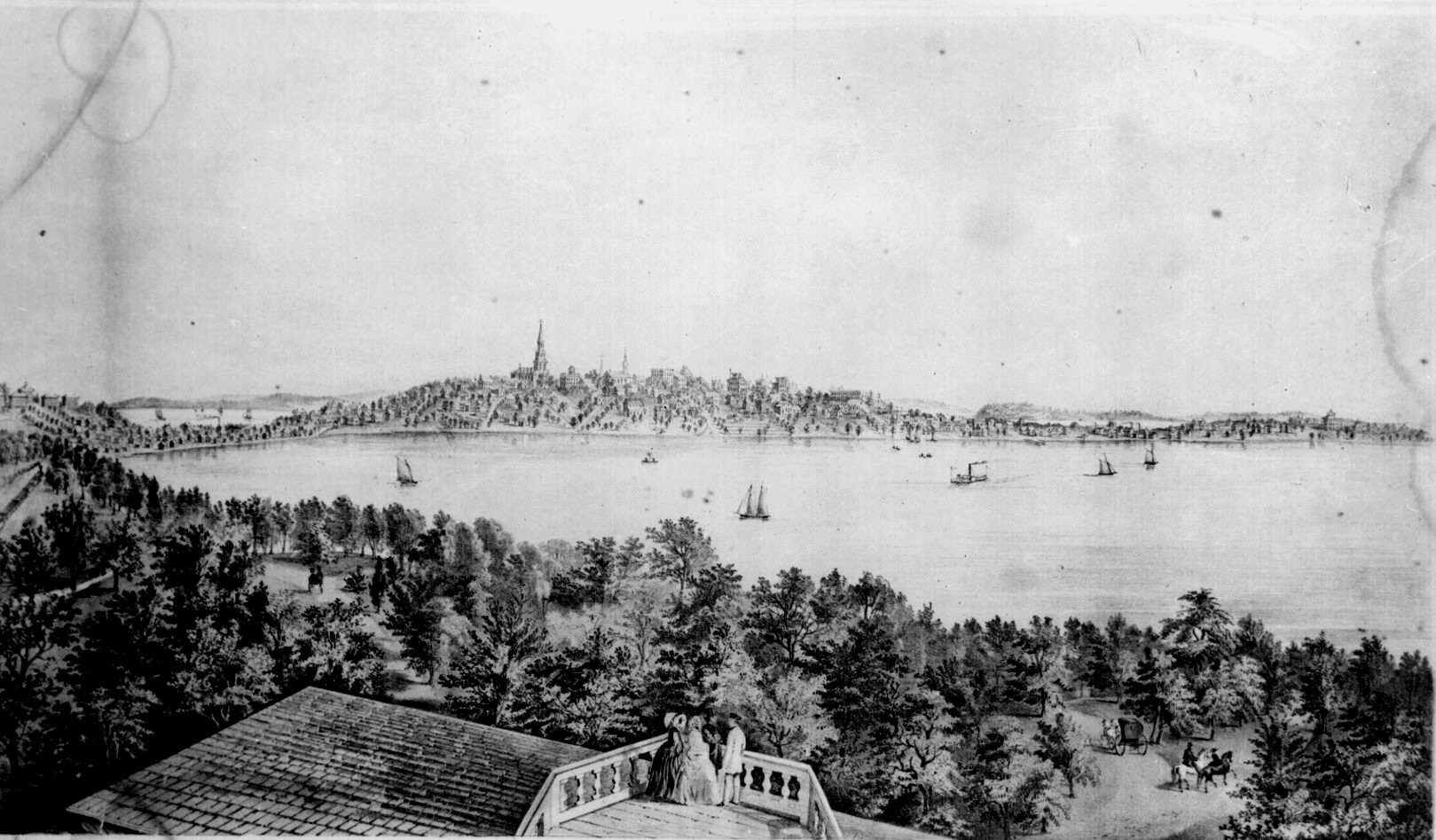
モノーナ湖南岸からマディソンの市街を望む（1855年）

翌1837年には準州会議事堂の建設が始まり、1838年にはマディソンでの最初の準州議会が開かれた。その後マディソンは1846年に人口626人の正式な村となり、1848年に準州の州昇格に伴ってウィスコンシン州の州都となり、また、ウィスコンシン大学マディソン校が設置された。1854年には、マディソンにミルウォーキー鉄道が通った。1856年には、マディソンは人口6,863人で市制を施行した。
南北戦争中には、マディソンはウィスコンシンにおける北軍の拠点となっていた。ミルウォーキー通り、イースト・ワシントン通り、ウィネベーゴ通り、ノース通りが交わる角はユニオン・コーナーズと呼ばれ、南へと向かう北軍の兵士にとっては最後の休憩地となっていた酒場が建っていた。市の西には、当時のウィスコンシン州知事アレクサンダー・ウィリアムズ・ランドールから名を取った、キャンプ・ランドールと呼ばれる野営地が設けられ、訓練所、野戦病院、および南軍捕虜を収容する牢獄として使われていた。終戦後、キャンプ・ランドールはウィスコンシン大学のキャンパスに組み入れられ、その跡地には1917年にキャンプ・ランドール・スタジアムが建てられた。
マディソンはその市制施行当時から、周囲の町を合併して拡大を続けてきた。20世紀後半に入り、中西部の他の主要都市が軒並み衰退に向かい、市域人口を大幅に減少させる中にあっても、マディソンの人口は増え続け、2000年の国勢調査では市史上初めて人口20万人を突破した。
2024年12月16日、市内の幼稚園から高校までの教育を行う学校で銃撃事件が発生。生徒と教師が死亡、6人が負傷。容疑者の15歳の女生徒は銃で自殺した。

## 地理

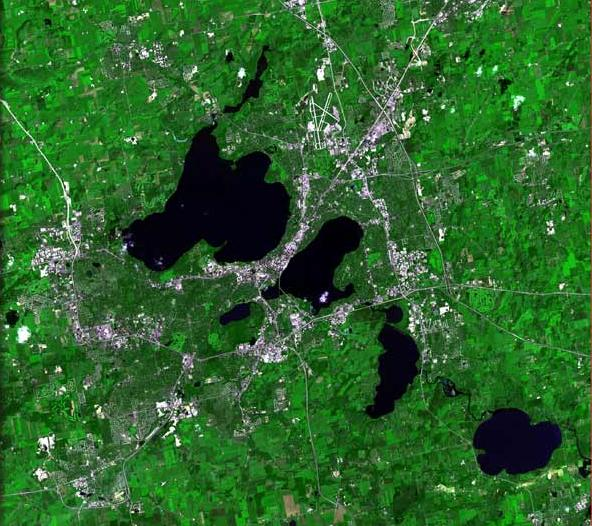
マディソンとその周辺の衛星写真。4つの湖は左上からメンドータ湖、モノーナ湖、ウォーベサ湖、ケゴンサ湖。

マディソンは北緯43度4分29秒 西経89度23分4秒 / 北緯43.07472度 西経89.38444度に位置している。市はミルウォーキーの西約125km、シカゴの北西約200km、ミネアポリス・セントポールの南東約380kmに位置する。標高はウィスコンシン州会議事堂の位置で280mである。
アメリカ合衆国国勢調査局によると、マディソン市は総面積219.3km²（84.7mi²）である。そのうち177.9km²（68.7mi²）が陸地で41.5km²（16.0mi²）が水域である。総面積の18.91%が水域となっている。

### 地形
マディソンはヤハラ川の流路上にメンドータ湖、モノーナ湖、ウォーベサ湖、ケゴンサ湖の4つの湖が連なる地域に立地していることから、The City of Four Lakes（4つの湖の街）と呼ばれることがある。これらの4つの湖は、約13,000年前、最終氷期の終わり頃に氷河が後退し、土地が侵食されたことによって形成されたものである。ヤハラ川はこれらの4つの湖を通り過ぎると南へと流れてジェーンズビルの北でロック川に合流する。ロック川はイリノイ州に入ると南西へと流路を変え、ダベンポート都市圏のロックアイランドでミシシッピ川へと注ぐ。

### 気候
マディソンの気候は五大湖周辺の地域によく見られる、寒さの厳しい冬と涼しい夏に特徴付けられる大陸性の気候である。最も暖かい7月の月平均気温は22℃、最高気温の平均は28℃で、日中でも30℃を超えることはたまにある程度である。最も寒い1月の平均気温は氷点下8℃で、日中でも0℃に達さない日が続き、夜は氷点下15℃以下に下がることも珍しくない。降水は夏季、6月から8月までにかけて多く、月間100-110mm前後に達する。冬季は概ね乾燥しているが、12月から3月までは月間18-25cm程度の降雪が見られる。年間降水量は約880mm、年間降雪量は約100cmである。ケッペンの気候区分では、マディソンは亜寒帯湿潤気候（Dfb）に属する。
|               | 1月  | 2月  | 3月  | 4月  | 5月  | 6月   | 7月   | 8月   | 9月  | 10月 | 11月 | 12月 | 年    |
| ------------- | ---- | ---- | ---- | ---- | ---- | ----- | ----- | ----- | ---- | ---- | ---- | ---- | ----- |
| 平均気温（℃） | -7.3 | -4.9 | 1.1  | 8.1  | 14.1 | 19.4  | 21.8  | 20.7  | 16.1 | 9.4  | 2.3  | -5.0 | 8.1   |
| 降水量（mm）  | 30.5 | 38.1 | 55.9 | 86.4 | 91.4 | 114.3 | 106.7 | 109.2 | 78.7 | 61.0 | 61.0 | 43.2 | 876.4 |
| 降雪量（cm）  | 25.7 | 18.0 | 21.6 | 4.1  | 0.5  | -     | -     | -     | -    | 0.8  | 7.9  | 18.5 | 97.1  |

### 都市概観
マディソンのダウンタウンはメンドータ湖とモノーナ湖に挟まれた、北東-南西方向に延びる地峡の上に形成されている。地峡の中央には市のシンボルでもあるウィスコンシン州会議事堂が建っている。1990年、ウィスコンシン州議会は議事堂の景観保存を目的として、議事堂の周囲1マイル（1.6km）範囲内の建物の高さを制限する修正条項を可決させた。議事堂は1970年に国家歴史登録財に、また2001年には国定歴史建造物にそれぞれ指定された。
ダウンタウンの通りはこのウィスコンシン州会議事堂を中心として、北東-南西方向および北西-南東方向に碁盤の目のように整然と区画されて通っている。ダウンタウンの西、メンドータ湖畔にはウィスコンシン大学のキャンパスが広がっている。市の目抜き通りであるステート・ストリートは議事堂から真西にウィスコンシン大学のキャンパスまで延びており、両側にはレストラン、エスプレッソ・コーヒーショップ、各種店舗が軒を連ねている。この通りは一般車が通行止めとなっており、歩行者、自転車、緊急自動車、および店舗用の自動車のみが通行を許可されている。州会議事堂から南東にはキング牧師の名を冠したマーティン・ルーサー・キング・ジュニア・ボールバードが通っており、通り沿いにはマディソン市庁舎が、また突きあたりのモノーナ湖畔にはモノーナ・テラスというコンベンションセンターが立地している。

## 政治

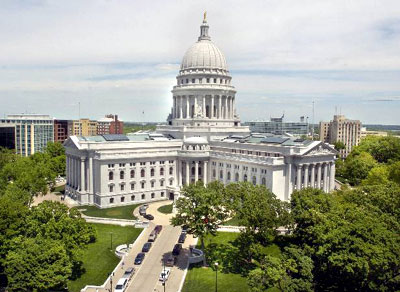
ウィスコンシン州会議事堂

マディソンは市長制を採っている。市議会は20名の議員から成っており、市を20に分けた選挙区から各1名ずつが選出される。市長は全市からの投票により選出される。
マディソンは自由・進歩の気風の強い土地柄である。古くは、1880年代から1920年代にかけて、進歩主義者ロバート・M・ラフォレット・シニアがマディソンを政治活動の拠点にしていた。ラフォレットが創刊した雑誌「ザ・プログレッシブ」は現在でもマディソンで刊行されている。1960年代から1970年代にかけては、市内のミフリン・ストリートやバセット・ストリートがカウンターカルチャーの中心地となった。また、この頃には、マディソンのダウンタウンやウィスコンシン大学のキャンパスでベトナム戦争に対する反戦運動が盛んに起こった。この頃に起こった一連の反戦運動は、1979年に公開されたドキュメンタリー映画The War at Homeの題材になった。1992年には、進歩主義系の地域政党プログレッシブ・デインが結党された。同党はマディソン市議会やデイン郡議会に複数の議員を送り込んでいる。また、同党は民主党や緑の党と強い関係を持っており、一部の党員は重複して党籍を置いている。また、2006年に同性の結婚を禁じるウィスコンシン州憲法修正案が採択された際にも、州全体では59%が賛成票であったのに対し、デイン郡においては賛成票は33%にとどまり、州内の郡の中で唯一、反対票が賛成票を上回った。国政選挙では民主党の勢力が一貫して強く、市議会議員選挙ではリベラル系・進歩系の候補が強いマディソンは、保守系からはThe People's Republic of Madison（マディソン人民共和国）、Left Coast of Wisconsin（ウィスコンシンの左海岸）、30 square miles surrounded by reality（現実に囲まれた30平方マイル）などとしばしば揶揄されている。

## 経済
州都であり、大学町であるマディソンの2大雇用主となっているのはウィスコンシン州政府とウィスコンシン大学である。しかし1990年代以降、市南部や西部、州間高速道路I-39・I-90・I-94のジャンクション付近、メンドータ湖北岸などにおいて、マディソンの教育水準の高さを活かしたハイテク産業、特にバイオテクノロジーが発展し、地域経済構造は政府主体からハイテク主体へと移行してきている。また、ソフトウェア産業や金融・保険業も発展してきている。そのため、マディソンの地域経済は不況の影響をあまり受けずに、手堅い成長を続けてきている。

## 交通

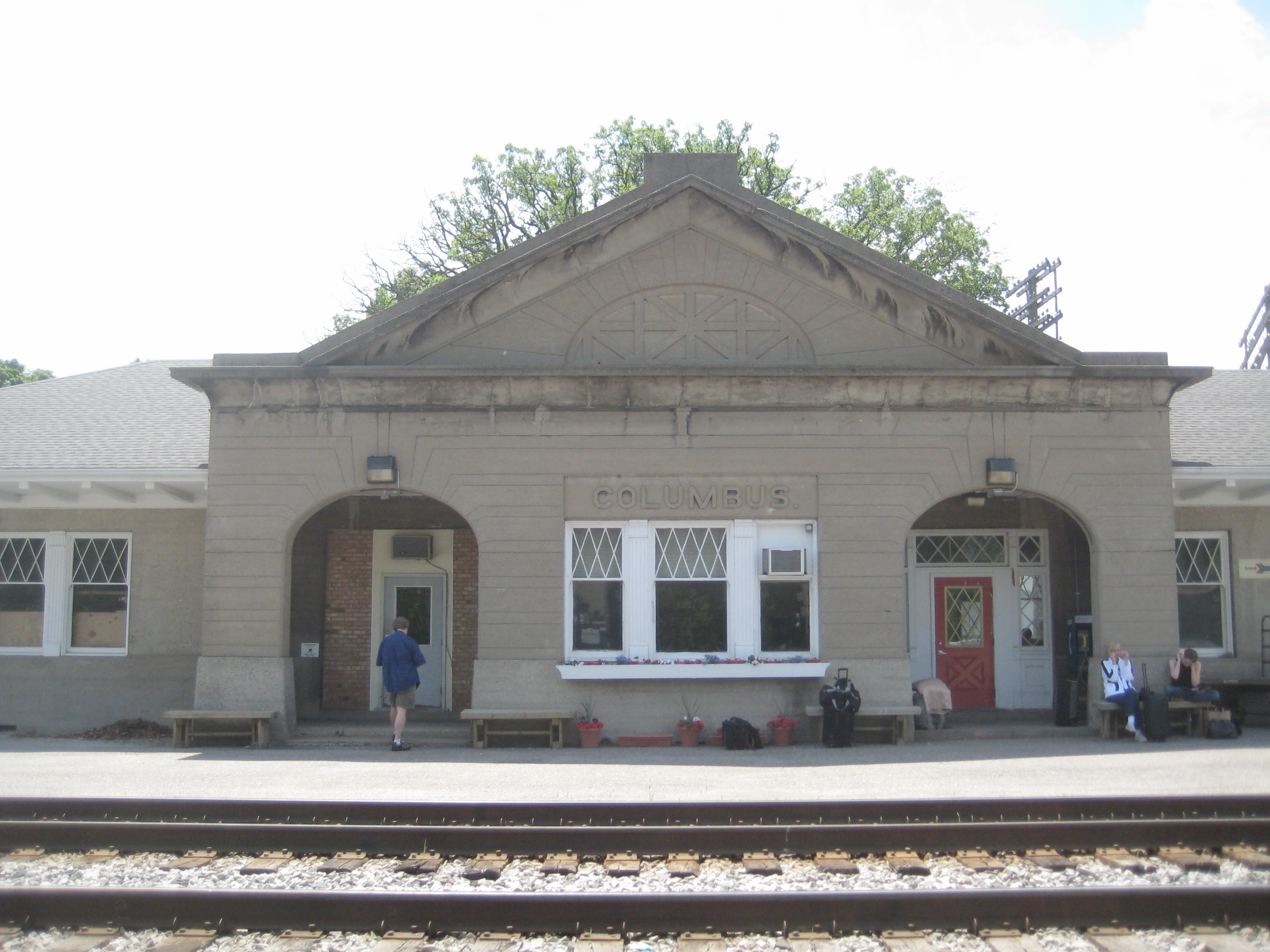
アムトラックのコロンバス駅

マディソンの玄関口となる空港は、ダウンタウンの北東約9kmに立地するデイン郡地域空港（IATA: MSN）である。この空港にはデルタ航空・アメリカン航空・ユナイテッド航空の3大航空会社が全て就航しており、シカゴ・オヘアやミネアポリス・セントポールなど、各航空会社のハブ空港への便をはじめ1日約100便の商業便が発着し、年間利用客数は約160万人を数える。また、この空港は軍用にも用いられており、ウィスコンシン陸軍州兵およびウィスコンシン空軍州兵の本拠になっている。
マディソンではI-39、I-90、I-94の3本の州間高速道路が交わる。I-39はウィスコンシン州の中央部を南北へと走っており、南へはジェーンズビルやイリノイ州ロックフォードへ、北へはウォーソーへと通ずる。I-90とI-94はいずれも東へはシカゴへと通ずるが、I-90はロックフォードを経由するのに対し、I-94はミルウォーキーを経由する。西へは、I-90はラクロスへ、I-94はオークレアやミネアポリス・セントポールへとそれぞれ向かう。市の南と西には高速道路規格になっている国道12号線が走っており、マディソンの環状道路としての役割を果たしている。
最も近いアムトラックの駅は北東郊約45kmのコロンバスにあり、シカゴとシアトル・ポートランドとを結ぶエンパイア・ビルダー号が西行き、東行きとも1日1便停車する。将来的には、シカゴとミネアポリス・セントポールを結ぶ構想で進められている高速鉄道計画の布石として、シカゴとミルウォーキーとを結んでいるハイアワサ号がマディソンまで延伸・高速化され、マディソン市内にアムトラックの新駅が設けられる予定になっている。
マディソン・メトロ・トランジットは64系統の路線バスを運営しており、マディソン市内、ウィスコンシン大学キャンパス、およびマディソンに隣接する郊外都市・町村をカバーしている。

## 教育

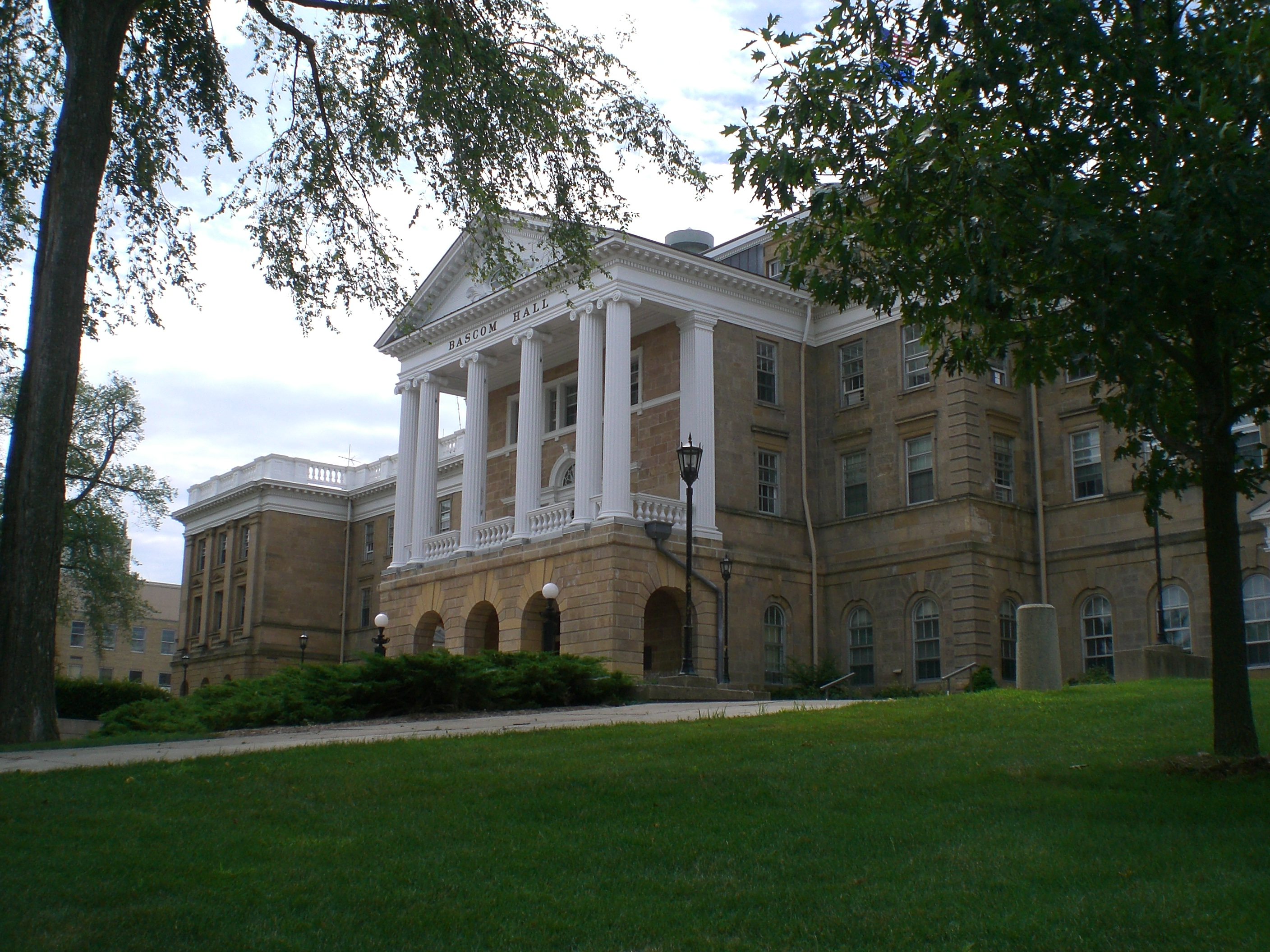
ウィスコンシン大学マディソン校

ウィスコンシン大学マディソン校はダウンタウンの西、メンドータ湖畔に933エーカー（約3,775,000m²）のキャンパスを置いている。1848年に設置されたこの州立総合大学は、州内に13校の4年制総合大学と13校の短期大学、および通信課程を持つウィスコンシン大学システムの本部キャンパスで、学部生・大学院生あわせて約42,000人の学生が在籍する、同システムに属する大学の中で最大の規模を有する総合大学である。同校はUSニューズ&ワールド・レポートの大学ランキングにおいて、全米の総合大学の中で常に上位50位以内に入り、カリフォルニア大学バークレー校、バージニア大学、ミシガン大学等と並んで、全米の優れた州立大学のリストであるパブリック・アイビーの1つに数えられている。同校は工学、医学、法学、経営学、教育学、行政学の分野で特に高い評価を得ている。
マディソンにおけるK-12課程はマディソン都市圏学区の管轄下にある公立学校によって支えられている。同学区は小学校（幼稚園-5年生）32校、中学校（6-8年生）11校、高等学校（9-12年生）4校を有し、約24,000人の児童・生徒を抱えている。同学区の教育水準は高く、大学入試統一テストの1つであるACT（旧American College Testing）では、同学区の生徒の平均点は全米平均より13%、州平均より7%高い。また、マディソンにはこれらの公立学校のほか、教会系その他の私立学校もいくつか立地している。

## 文化

### 美術館・博物館

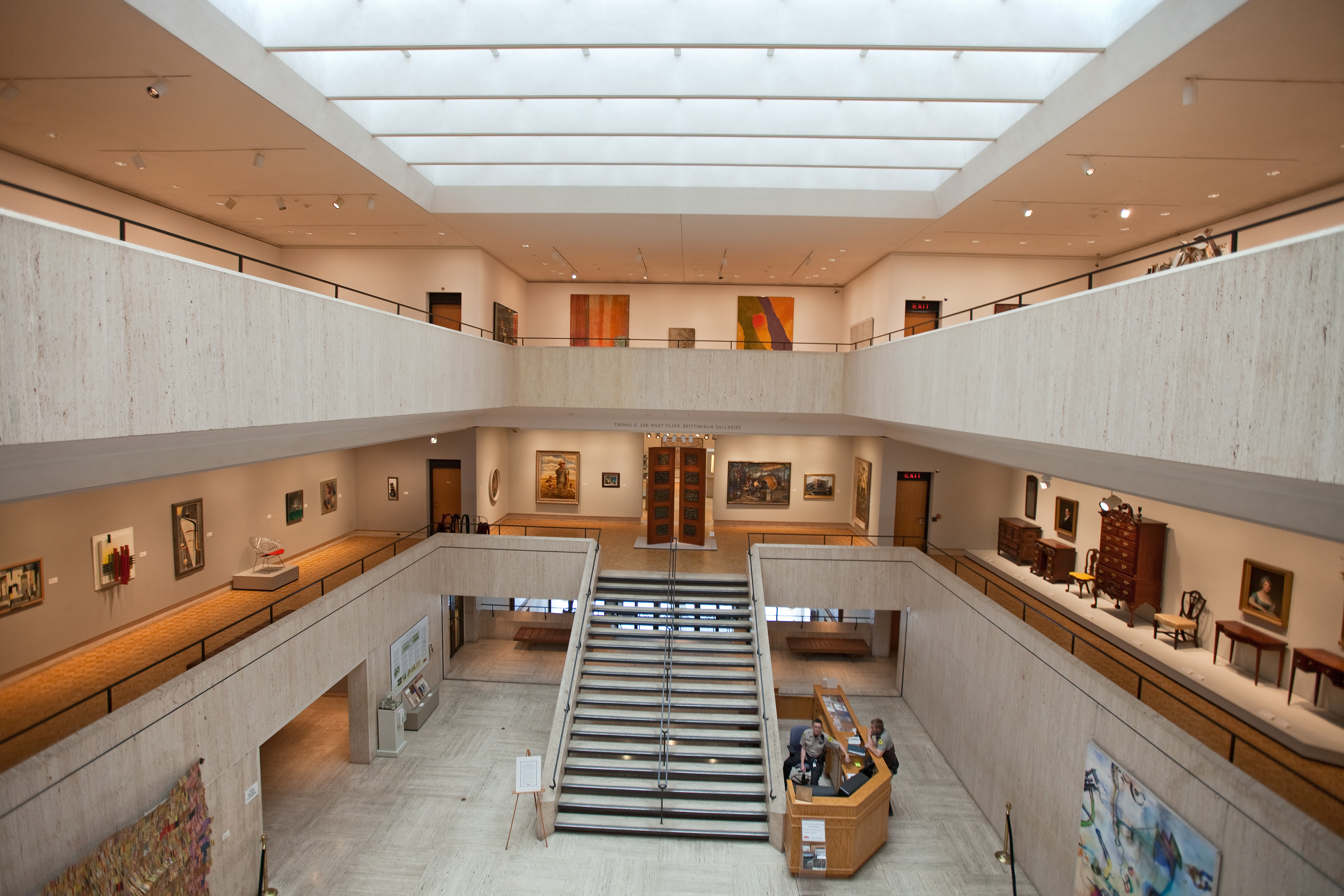
チャゼン美術館の内部

ウィスコンシン大学のチャゼン美術館は同学の教育・研究、および地域への還元を目的として、ヨーロッパやアメリカ合衆国の作品を中心として、絵画・彫刻・写真・工芸といった多岐にわたる美術作品を展示している。また、同館は日本の浮世絵や中国の山水画のコレクションも有している。ウィスコンシン州会議事堂の向かいに立地するウィスコンシン歴史博物館はウィスコンシン歴史協会によって運営されており、州の歴史に関する様々な事物を展示している。ウィスコンシン州会議事堂の近隣にはウィスコンシン歴史博物館のほか、南北戦争から現在に至るまでのウィスコンシン州の軍事に関する事物を展示するウィスコンシン退役軍人博物館、マディソン子供博物館、20世紀の美術作品の展示に特化したマディソン現代美術館が立地している。

### 演技芸術

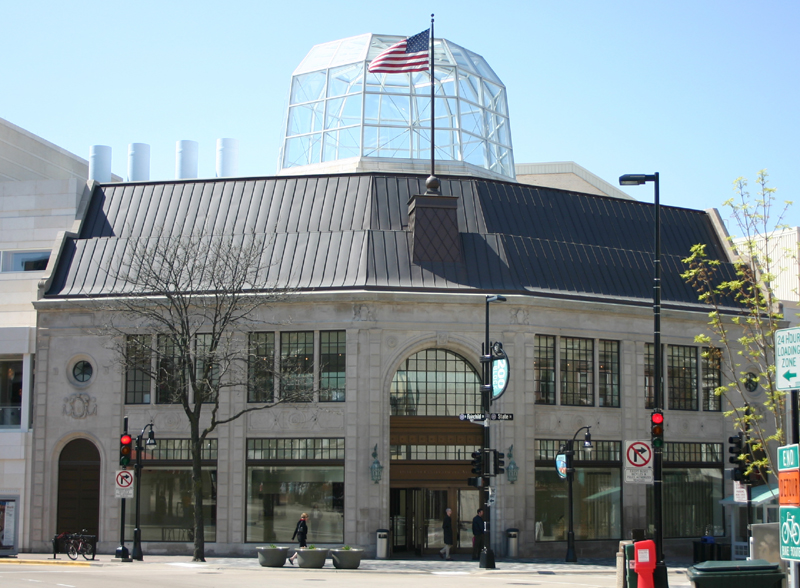
オーバーチャー芸術センター

ステート・ストリート沿いに立地するオーバーチャー芸術センターはコンサートホール、劇場、ギャラリーを備え、前述のマディソン近代美術館も抱えている総合芸術センターである。2,255席を有する同センター内最大のコンサートホール、オーバーチャー・ホールはマディソン交響楽団、マディソン・オペラ、およびマディソン・バレエが本拠にしている。1,089席のキャピトル・シアターは、1928年にオスカー・メイヤー・シアターという映画館として建てられた劇場が修復され、オーバーチャー芸術センターに組み入れられたもので、ウィスコンシン室内楽団およびCTMマディソン・ファミリー・シアターが本拠としている。マディソン・レパートリー・シアターは、プレイハウスという347席の小規模な劇場で公演を行っている。
マディソンにはマディソン・スカウツ・ドラム・アンド・ビューグル・コーというドラムコーが本拠を置いている。1938年に設立されたこのドラムコーは、ドラムコーインターナショナルの上位クラスであるワールド・クラスに所属しており、全米各地で公演を行っているほか、世界大会にも出場している。世界大会では、スカウツは1975年および1988年の2度優勝している。

### イベント

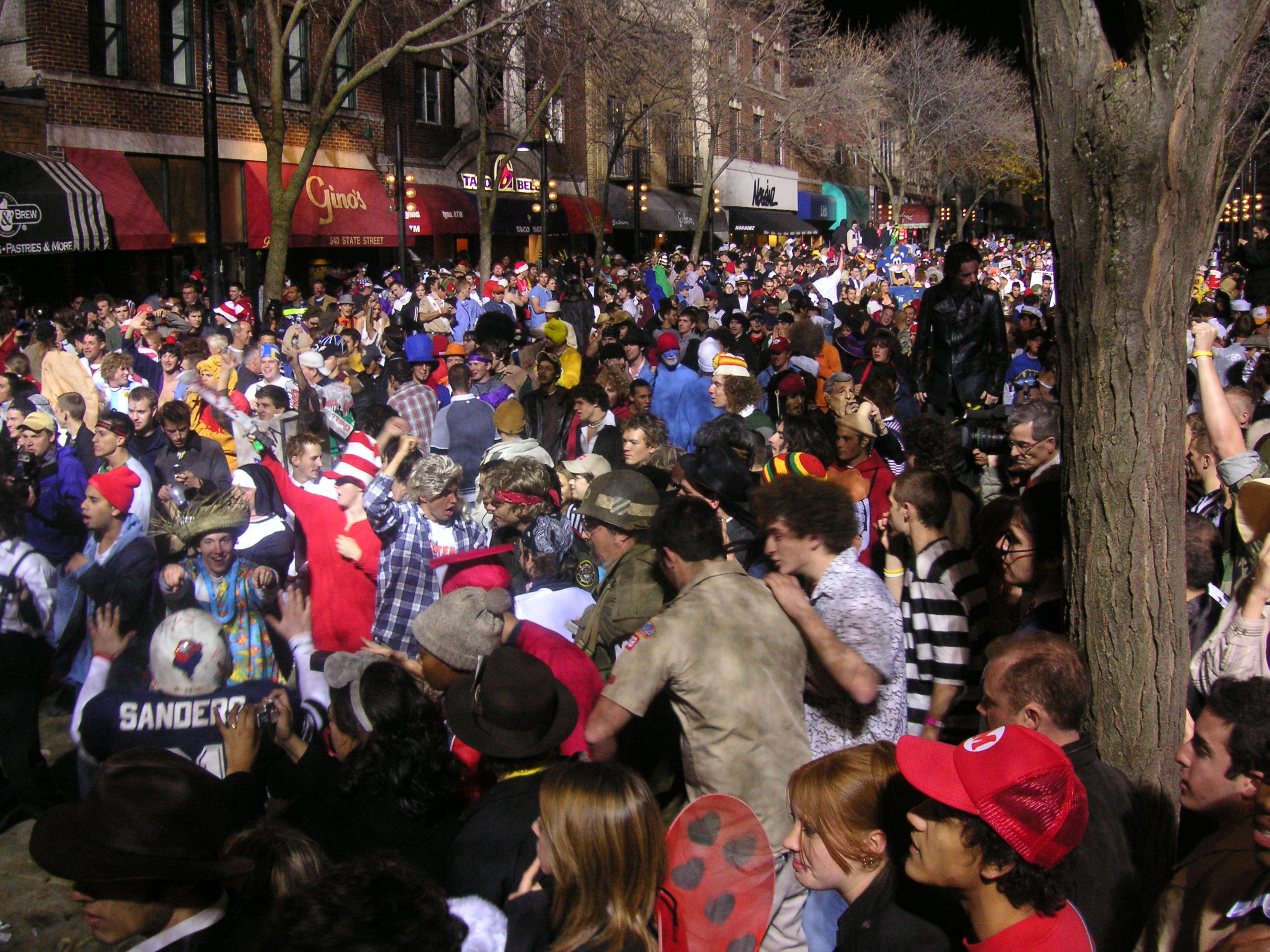
ステート・ストリートのハロウィンパーティー

マディソンの目抜き通りであるステート・ストリートでは、毎年ハロウィンに大規模な路上パーティーが行われる。1979年から続いているこのパーティーは、当初はウィスコンシン大学の学生主催で行われていたが、2000年代に参加者の急激な増加に伴って、毎年数百人単位の逮捕者が出るほどの騒ぎになってきたことを受け、2006年から主催が市政府に移され、市政府と学生の協働で行われるようになった。パーティーではバンドの生演奏も行われる。このパーティーで演奏を行った著名なバンドとしては、2009年に演奏したサード・アイ・ブラインドなどが挙げられる。
通年毎週土曜日、および夏季の水曜日の午前中には、全米でも最大級の農産品市であるデイン郡農産品市が開かれる。この農産品市は、夏季の土曜日にはウィスコンシン州会議事堂の周辺で、水曜日にはマーティン・ルーサー・キング・ジュニア・ボールバードで、また冬季にはモノーナ・テラスやマディソン・シニア・センターを利用して屋内で開かれる。この農産品市で販売される野菜や花などはすべてウィスコンシン州内で生産されたものである。
7月の第2土曜日には、州会議事堂の周辺で、マディソン現代博物館主催のアート・フェア・オン・ザ・スクエアという芸術作品市が開かれる。また、この作品市と同時に、マーティン・ルーサー・キング・ジュニア・ボールバードではウィスコンシン芸術家・創作家連合主催で、アート・フェア・オフ・ザ・スクエアというウィスコンシン州内の芸術家の作品に特化した作品市も開かれる。これらの作品市が開かれる日には、前述のデイン郡農産品市はモノーナ・テラスの近くに移転して通常通りの時間で行われる。
独立記念日には全米各地で花火大会が行われるが、マディソンの花火大会はリズム・アンド・ブームズと呼ばれている。市の北東、メンドータ湖北東岸のワーナー公園で行われるこの花火大会には毎年300,000人前後の観客が訪れる。大会の前には、すぐ近くに立地するデイン郡地域空港からウィスコンシン陸軍州兵のF-16戦闘機が飛び立ち、市の上空で航空ショーを行う。
そして、ウィスコンシン州と言えばやはりビールどころである。8月の第2土曜日には、モノーナ湖西岸のオーリン・タービル公園に中西部中のビール醸造所が集まり、グレート･テイスト・オブ・ザ・ミッドウェストというビール祭が開かれる。

### スポーツ
| 左: キャンプ・ランドール・スタジアム 右: コール・センター |  | 左: キャンプ・ランドール・スタジアム 右: コール・センター |
| 左: キャンプ・ランドール・スタジアム 右: コール・センター |  |                                                           |

マディソンにはメジャーのプロスポーツのチームは存在しないが、カレッジスポーツにおいては全米でも有数の中心地となっている。ウィスコンシン大学のスポーツチーム、バッジャーズはほとんどの種目において、NCAAのディビジョンIに属し、中西部の主要大学11校からなるビッグ・テン・カンファレンスに所属している。
フットボールチームは全米優勝経験こそ無いものの、1990年代中盤以降安定した成績を残しており、1998年・1999年にローズボウルを連覇したのを含め、ボウルゲームにほぼ毎年出場している。バッジャーズの試合後には、ホーム/ロードや勝敗に関わらず、同校のマーチングバンドがFifth Quarter（第5クォーター）と呼ばれる演技を行う。バッジャーズはミネソタ大学ゴールデン・ゴファーズとの間に1890年から続くライバル関係を築いている。フットボールチームが本拠地としているキャンプ・ランドール・スタジアムは1917年に南北戦争時の野営地跡に建てられたもので、2005年の改装によって収容人数が80,321人に増え、カンファレンスで4番目、全米でも有数の収容人数を誇るスタジアムとなった。
フットボールのほか、男子バスケットボールや男女アイスホッケーのチームも優れた成績を残している。1941年には、バッジャーズの男子バスケットボールチームが前年の5勝15敗から大きく巻き返し、20勝3敗で全米優勝を果たした。2006年には、NCAAディビジョンI史上初めて、バッジャーズのアイスホッケーチームが男女同時全米優勝を果たした。バスケットボールチーム、およびアイスホッケーチームは男女とも、1998年1月に完成した多目的アリーナ、コール・センターを本拠としている。コール・センターはバッジャーズのバスケットボールやアイスホッケーの試合のほか、コンサート会場としても使われている。

## 人口動態

### 都市圏人口
マディソンの都市圏、および広域都市圏を形成する各郡の人口は以下の通りである（2010年国勢調査）。
マディソン都市圏
| 郡           | 州               | 人口      |
| ------------ | ---------------- | --------- |
| デーン郡     | ウィスコンシン州 | 488,073人 |
| コロンビア郡 | ウィスコンシン州 | 56,833人  |
| グリーン郡   | ウィスコンシン州 | 36,842人  |
| アイオワ郡   | ウィスコンシン州 | 23,687人  |
| 合計         | 合計             | 605,435人 |

マディソン・ジェーンズビル・ベロイト広域都市圏
| 都市圏/小都市圏                | 郡               | 州               | 人口      |
| ------------------------------ | ---------------- | ---------------- | --------- |
| マディソン都市圏               | マディソン都市圏 | マディソン都市圏 | 605,435人 |
| ジェーンズビル・ベロイト都市圏 | ロック郡         | ウィスコンシン州 | 160,331人 |
| バラブー小都市圏               | ソーク郡         | ウィスコンシン州 | 61,976人  |
| 合計                           | 合計             | 合計             | 827,742人 |

### 市域人口推移
以下にマディソン市における1850年から2010年までの人口推移をグラフおよび表で示す。
| 統計年 | 人口      |
| ------ | --------- |
| 1850年 | 1,525人   |
| 1860年 | 6,611人   |
| 1870年 | 9,176人   |
| 1880年 | 10,324人  |
| 1890年 | 13,426人  |
| 1900年 | 19,164人  |
| 1910年 | 25,531人  |
| 1920年 | 38,378人  |
| 1930年 | 57,899人  |
| 1940年 | 67,447人  |
| 1950年 | 96,056人  |
| 1960年 | 126,706人 |
| 1970年 | 171,809人 |
| 1980年 | 170,616人 |
| 1990年 | 191,262人 |
| 2000年 | 208,903人 |
| 2010年 | 233,209人 |

## 姉妹都市
マディソンは以下10都市と姉妹都市提携を結んでいる。
- アイナロ（東ティモール）
- アルカタオ（エルサルバドル）
- ヴィリニュス（リトアニア）
- 帯広市（日本・北海道）
- カマグエイ（キューバ）
- クスコ（ペルー）
- バクザン（ベトナム）
- フライブルク（ドイツ）
- マナグア（ニカラグア）
- マントヴァ（イタリア）

## 註
1. ↑  “Mayor-elect Satya Rhodes-Conway hires chief of staff, begins administration transition” (英語).   THE CAP TIMES (2019年4月3日). 2020年2月17日閲覧。
2. ↑  “Quickfacts.census.gov”. 2023年8月17日閲覧。
3. ↑  Ryan, Alice. Swinging the blues in the Midwest US. Trinity News.
4. 1 2 3  A History of the City of Madison. City of Madison.
5. ↑  “米ウィスコンシン州の学校で銃撃、2人犠牲 容疑者生徒も死亡”.   ロイター (2024年12月17日). 2024年12月17日閲覧。
6. ↑  “米学校銃撃、容疑者は15歳の生徒 警察が実名公表”.   CNN (2024年12月17日). 2024年12月17日閲覧。
7. ↑  Four Lakes, City of the Four Lakes. Dictionary of Wisconsin History. Wisconsin Historical Society.
8. 1 2  Historical Weather for Madison, Wisconsin, United States of America. Weatherbase.com.
9. ↑  1989 Wisconsin Act 222. State of Wisconsin. 1990年4月12日.（PDFファイル）
10. ↑  Wisconsin State Capitol. National Historic Landmark summary listing. National Park Service.
11. ↑  Common Council: Aldermanic District Map. City of Madison.
12. ↑  Ballot Measures/Wisconsin Referendum 1/County Results. Cable News Network.
13. ↑  Silvers, Amy Rabideau. Lee S. Dreyfus: 1926-2008 Archived 2015年3月25日, at the Wayback Machine.. Journal Sentinel. 2008年1月4日.
14. ↑  Fact Sheet: High Speed Intercity Passenger Rail Program: Minneapolis/St. Paul - Madison - Milwaukee - Chicago Archived 2010年1月31日, at the Wayback Machine.. Office of the Press Secretary, The White House. 2010年1月27日.（PDFファイル）
15. ↑  Routes & Schedules. Metro Transit, City of Madison.
16. ↑  Best Colleges 2010: National Universities. p.2. U.S. News & World Report. 2009年.
2010年版（2009年発行）では39位であった。
17. ↑  Greene, Howard and Matthew W. Greene. The Public Ivies: America's Flagship Public Universities. Collins Reference. 2001年7月24日. ISBN 978-0060934590.
18. ↑  Official Third Friday September 2009-10 Enrollment by School and Grade. Madison Metropolitan School District.
19. ↑  Introduction to the District. Madison Metropolitan School District.
20. ↑  Home. Chazen Museum of Art, University of Wisconsin-Madison.
21. ↑  Collection - Drawings and watercolors: Asian/African Drawings & Watercolors. Chazen Museum of Art.
22. ↑  Wisconsin Historical Museum. Wisconsin Historical Society.
23. ↑  Wisconsin Veterans Museum. Wisconsin Department of Veterans Affairs.
24. ↑  Home. Madison Children's Museum.
25. ↑  Mission, History & Building. Madison Museum of Contemporary Art.
26. ↑  Overture Center's Venues, Resident Companies. Overture Center for the Arts.
27. ↑  World Class Archived 2012年9月28日, at the Wayback Machine.. Drum Corps International.
28. ↑  Drum Corps Scores. The Sound Machine Archive. 2008年9月2日.
29. ↑  Knutsen, Kristian. A Halloween Madison 2006 and Freakfest on State Street FAQ. Isthmus. 2006年10月16日.
30. ↑  Third Eye Blind. Internet Broadcasting Systems.
31. 1 2  When & Where Is the Market?. Dane County Farmers' Market.
32. ↑  About the Dane County Farmers' Market. Dane County Farmers' Market.
33. ↑  Art Fair on the Square. Madison Museum of Contemporary Art.
34. ↑  Art Fair off the Square Archived 2006年12月30日, at the Wayback Machine.. Wisconsin Alliance of Artists and Craftspeople.
35. ↑  Home Page. Rhythm and Booms.
36. ↑  Great Taste of the Midwest. Madison Home Brewers and Tasters Guild.
37. ↑  Fifth Quarter. The University of Wisconsin Marching Band.
38. ↑  Paul Bunyan's Axe - Minnesota vs. Wisconsin. University of Minnesota.
39. ↑  1940-41 Men's Basketball Team: UW-Madison's First and Only NCAA Champions Archived 2010年6月10日, at the Wayback Machine.. Archives and Records Management Services, University of Wisconsin-Madison.
40. ↑  Historic Sweep Complete. Wisconsin State Journal. p.E2. 2006年4月9日.
41. ↑  American FactFinder. U.S. Census Bureau. 2011年2月4日.
42. ↑  Gibson, Campbell. Population of the 100 Largest Cities and Other Urban Places in the United States: 1790 to 1990. U.S.Census Bureau. 2005年.
43. ↑  Sister Cities. City of Madison.